# Schmitt-trigger
I elektronik er en Schmitt-trigger et generisk navn for tærskelkredsløb med positiv tilbagekobling som har en sløjfe-forstærkning > 1. Schmitt-trigger funktionen sidder som et indgangskredsløb og er en slags simpel signalbehandling.
Symbolet for Schmitt-triggere i kredsløbsdiagrammer er en trekant (forstærkersymbol) med et symbol indeni, som repræsenterer den ideelle hysterese kurve.
Kredsløbet er navngivet "trigger" fordi output bibeholder sin værdi, indtil input ændrer sig tilstrækkeligt til at trigge/udløse en ændring: I den ikke-inverterende konfiguration, når input er højere end en vis valgt tærskel, bliver output høj; når input er under en anden (lavere) valgt tærskel, bliver output lav; når input er mellem de to tærskler, bibeholder output sin værdi. Denne dobbelte tærskelvirkning kaldes hysterese og indebærer at Schmitt-trigger besidder hukommelse og kan opføre sig som en bistabilt kredsløb. Der er en tæt relation mellem de to typer af kredsløb, som faktisk er de samme: En Schmitt-trigger kan konverteres til et bistabilt kredsløb og omvendt, et bistabilt kredsløb kan konverteres til en Schmitt-trigger.
Schmitt-trigger enheder bliver typisk anvendt i åben-sløjfe konfigurationer pga. støjimmunitet og lukket-sløjfe negativ tilbagekoblede konfigurationer for at implementere bistable regulatorer, trekant/firkant-kiposcillatorer, osv.

## Opfindelse
Schmitt-trigger blev opfundet af den amerikanske videnskabsmand Otto H. Schmitt i 1934 mens han var studerende 
og senere beskrevet i sin doktorafhandling (1937) som en "thermionic trigger".
 
Schmitt-triggeren var et direkte resultat af Schmitt's forskning på neurale pulsers udbredelse i Teuthida-blæksprutte nerver.

## Implementation

### Fundamental ide
Kredsløb med hysterese er baseret på følgende fundamentale positive tilbagekoblingside: ethvert aktivt kredsløb kan laves til at opføre sig som en Schmitt-trigger ved at tilføje positiv tilbagekobling således at sløjfeforstærkningen er mere end én. Den positive tilbagekobling indføres ved at tilføje en del af output-signalet til input-signalet; så, disse kredsløb indeholder en dæmper (boks B i figuren til højre) og summation (cirklen med "+" indeni) udover addition til en forstærker, som opfører sig som en komparator.